# Berchem (Luxemburg)
Berchem (en luxemburguès: Bierchem; en alemany:  Berchem) és una vila de la comuna de Roeser del districte de Luxemburg al cantó d'Esch-sur-Alzette. Està a uns 7,9 km de distància de la Ciutat de Luxemburg.